# Ferdinand Maxmilián z Morzinu
Hrabě Ferdinand II. Maxmilián František z Morzinu (německy Ferdinand II. Maximilian Franz Graf von Morzin, 16. prosince 1693, Dolní Lukavice – 22. října 1763 tamtéž) byl český šlechtic, hrabě z rodu Morzinů původem z Itálie.

## Život

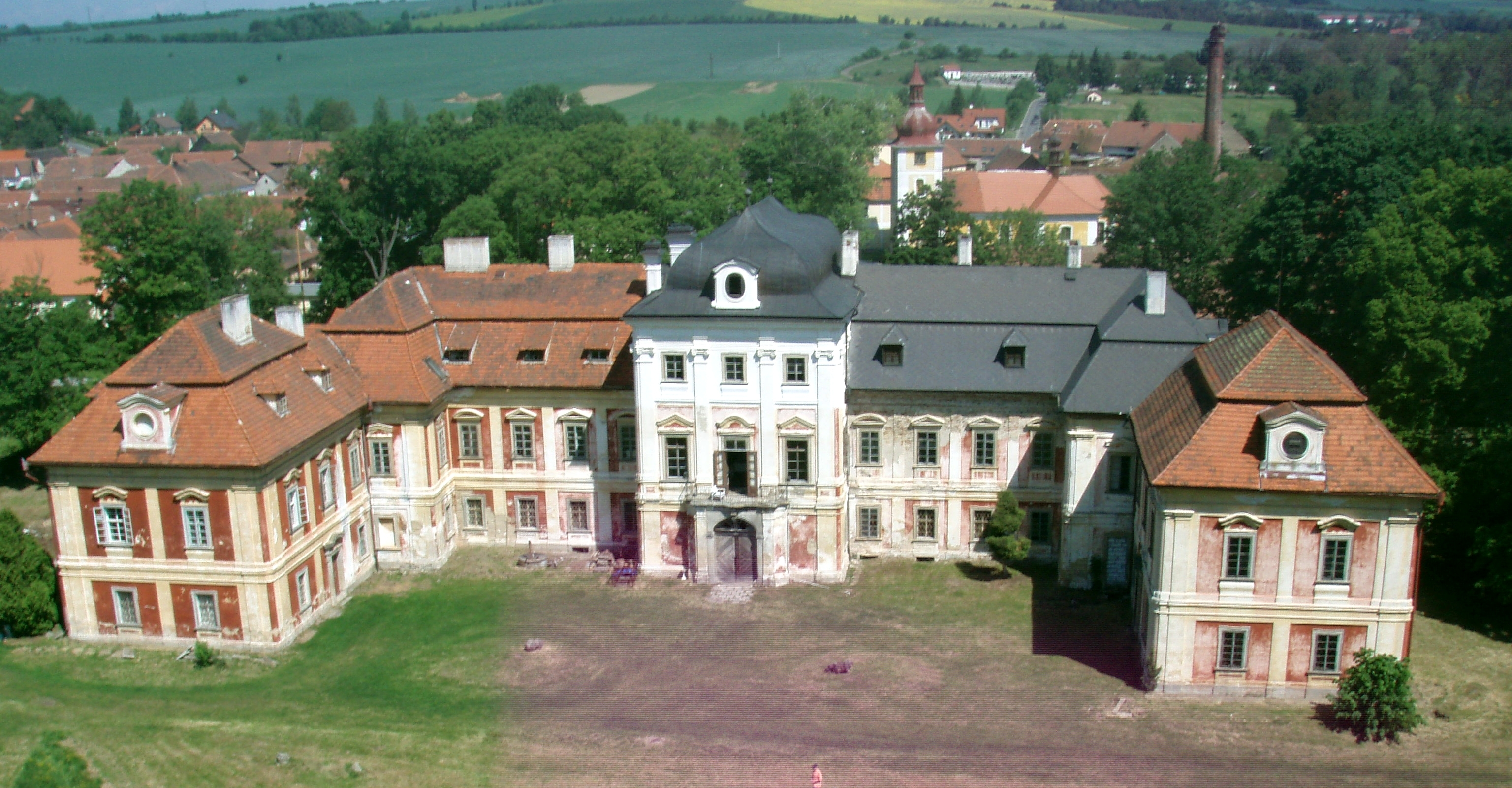
Letecký pohled na zámek v Dolní Lukavici

Narodil se na rodovém zámku v Dolní Lukavici jako syn hraběte Ferdinanda Matyáše z Morzinu a jeho manželky Kateřiny. Měl sestry Annu Kateřinu (mezi roky 1663-1723), provdanou Krakovskou z Kolovrat a Rosu Kateřinu (mezi roky 1663-1750), která se stala subprioresou dominikánského kláštera u svaté Anny na Starém Městě pražském.
V roce 1757/1758 na doporučení Karla Josefa Webera z Fürnbergu přijal Ferdinand Maxmilián z Morzinu do svých služeb na místo kapelníka a komorního skladatele mladého Josepha Haydna. Haydn byl kapelníkem hraběcího orchestru, čítajícího asi 16 hudebníků, a komponoval hudbu.
Pro Morzinův soubor napsal první symfonii i četná divertimenta pro dechové nástroje nebo pro dechy a smyčce. Symfonie č. 1 D-dur HV I je označována jako "Lukavická" (Lukawitzer Symphonie). Mimo tuto symfonii zkomponoval Haydn pro hraběte Morzina ještě symfonie HV I:2–5, které měly být složené přímo na lukavickém panství. Dále pak pro něj zkomponoval další, pozdější symfonie (10, 11, 15, 18, 32, 33, 37 a pravděpodobně také 107 a 108, častěji známé pod názvy Symfonie A a Symfonie B než pod číslováním, a 19 a 20), což svědčí o dobrém celoživotním vztahu mezi zaměstnavatelem a zaměstnancem. I pozdější místo u hraběte Esterházyho zprostředkoval Haydnovi hrabě Morzin.
Tyto rané Haydnovy kompozice měly ještě konvenční charakter, přesto však obsahují jistou svěžest a jiskru melodické invence, předznamenávající dílo budoucího mistra. Hrabě Morzin Haydnovi platil 200 zlatých ročně.
Z Haydnových záznamů ovšem vyplývá, že jeho zaměstnavatel hrabě Karel Josef z Morzinu (1717–1783) byl „vášnivým milovníkem hudby“. Haydn se dále zmínil, že na morzinských statcích spadl z koně a víckrát se již o jízdu na tomto zvířeti nepokoušel. Jak píše Griesinger: "Haydn prý ve svých pozdních letech rád vyprávěl příhodu, že když jednou doprovázel krásnou hraběnku z Morzinu při zpěvu na klavír, naklonila se nad ním, aby lépe viděla do not, přičemž jí mimoděk vypadl náprsní šátek." Haydna pak Griesinger doslovně cituje: "Bylo to prvně, co mi byl takový obraz zjeven." – Co je to, Haydne, co to děláte? zvolala hraběnka; pln uctivosti, odpověděl jsem: ale Vaše hraběcí milosti, koho by to nevyvedlo z míry?" Haydnovi tehdy bylo 26 let. Ze záznamů také plyne, že oním hudbymilovným hrabětem nebyl starý pán Ferdinand Maxmilián František (1693–1763), ale jeho jednačtyřicetiletý syn Karel Josef. Flirtující hraběnkou byla choť Karla Josefa, Marie Vilemína Rajská z Dubnice (1730–1774).
U hraběte z Morzinu však Haydn nepobyl příliš dlouho. Morzinové se následně dostali do finančních potíží, a proto byli nuceni svou kapelu roku 1761 rozpustit.  Haydn pak našel útočiště ve službách u knížat Esterházyů, konkrétně knížat Pavla II. Antonína a Mikuláše I. Josefa, kde v letech 1761-1790 působil jako dvorní kapelník.

### Manželství a rodina
Ferdinand Maxmilián byl dvakrát ženatý:
- první manželka Anna Kateřina Novohradská z Kolovrat. Manželé měli dvě děti:
  - Karel Josef František (asi 1698-1752), ženatý Marií Vilemínou Rajskou z Dubnice
  - Anna Karolína Šarlota (1718-1786), provdaná za Karla Josefa Lažanského z Bukové
- druhá manželka Marie Aloisie Ludovika Lažanská z Bukové, dcera Adama Víta Lažanského z Bukové a jeho ženy Marie Kateřiny Fuggerové z Mickhausenu. Manželé měli dvě dcery:
  - Marie Tereza (1736-1780), provdaná Černínová z Chudenic
  - Marie Vilemína Rajská z Dubnice